# Desa Sukaresmi (administrativ by i Indonesien, Jawa Barat, lat -6,94, long 107,26)
Desa Sukaresmi är en administrativ by i Indonesien.   Den ligger i provinsen Jawa Barat, i den västra delen av landet, 90 km sydost om huvudstaden Jakarta.